# 依兰陨石坑
46°23′03″N 129°18′40″E / 46.38417°N 129.31111°E
依兰陨石坑是位于中国黑龙江省哈尔滨市依兰县的陨石坑，由中国科学院广州地球化学研究所发现，是中国继岫岩陨石坑之后被发现的第二个陨石坑，直径1850米，平均深度为150米。

## 地貌地质
依兰陨石坑位于黑龙江省三江平原西部边缘、小兴安岭余脉南麓的低山丘陵地带，地理坐标为北纬46°23′03″，东经129°18′40″。
依兰陨石坑在地貌上展现为一座圆弧形的环形山，大部分区域被茂密的森林植被所覆盖。陨石坑南部坑缘明显缺失，共有弧长达2公里，体积超过2000万立方米的坑缘岩石缺失，而弧长约3.8公里的坑缘其余部分保存完好。初步研究表明这种缺失很可能与第四纪冰川活动有关。
陨石坑坐落在白垩纪花岗岩基岩上，坑缘和坑底有巨厚的角砾状花岗岩堆积，角砾中矿物冲击变质证实了该陨石坑由撞击形成。撞击发生晚于白垩纪，具体年代尚待研究。